# کلیسای جامع ماگدبورگ

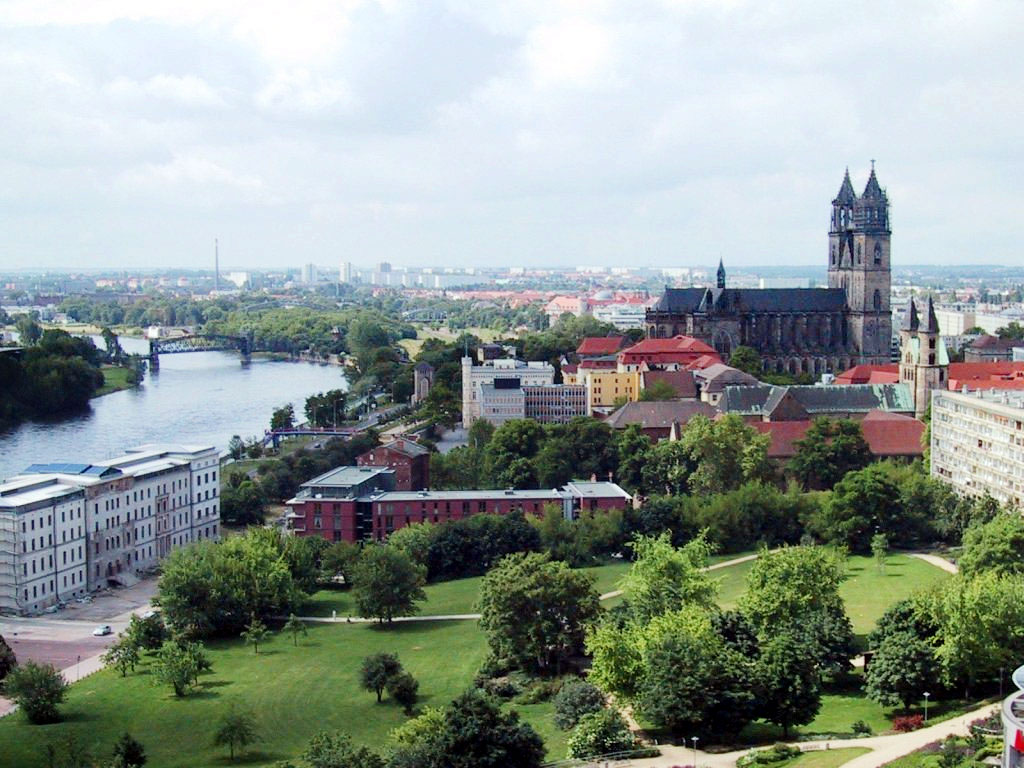
نمایی از شهر ماگدبورگ و کلیسای جامع در سمت راست

کلیسای جامع ماگدبورگ (به آلمانی: Magdeburger Dom) با نام رسمی کلیسای کاترین و موریس مقدس (به آلمانی: Dom zu Magdeburg St. Mauritius und Katharina) در شهر ماگدبورگ در آلمان قرار دارد و قدیمی‌ترین کلیسا با معماری گوتیک در این کشور است. این بنا، کلیسای جامع اسقف اعظم سابق ماگدبورگ بود و در حاضر حاضر مقر اصلی کلیساهای انجیلی آلمان مرکزی می‌باشد. ارتفاع یکی از برج‌های این کلیسا، ۹۹٫۲۵ متر (۳۲۵ فوت و ۷ اینچ) و دیگری ۱۰۰٫۲۵ متر (۳۳۱ فوت و ۴ اینچ) می‌باشند که آن را یکی از بلندترین کلیساهای جامع در شرق آلمان ساخته‌است. این کلیسا مقبره امپراتور اتوی یکم، فرمانروای امپراتوری مقدس روم را در خود جا داده‌است و همچنین نماد شهر ماگدبورگ (مرکز ایالت زاکسن-آنهالت) محسوب می‌شود.
بنای اولیه کلیسا در سال ۹۳۷ میلادی، در مکان کلیسای فعلی به عنوان صومعه‌ای با نام سنت موریس احداث شد. کلیسای فعلی در یک دورهٔ ۳۰۰ ساله احداث شد که از سال ۱۲۰۹ میلادی آغاز و در سال ۱۵۲۰ میلادی تکمیل شد.

## تاریخ

### بنای اولیه
بنای اولیهٔ این کلیسا به عنوان یک صومعه، در ۲۱ سپتامبر ۹۳۷ میلادی، با هزینهٔ امپراتور اتوی یکم با نام صومعهٔ سنت موریس احداث شد و به موریس مقدس اختصاص داده شد. اتو برای نشان دادن قدرت سیاسی خود، دستور بنای کلیسا را سال‌ها قبل از تاجگذاری خود (۲ فوریه ۹۶۰ میلادی) صادر کرد و بعدها مقدار زیادی از غنائم جنگی را برای ساخت کلیسا اختصاص داد. بسیاری از آن‌ها در بنای دوّم کلیسا در سال ۱۲۰۹ میلادی بکار رفتند. کلیسای اولیه، احتمالاً بنایی به صورت یک شبستان با چهار راهرو، با عرض ۴۱ متر و طول ۸۰ متر بود. ارتفاع کلیسا نیز تا ۶۰ متر تخمین زده می‌شود.
همسر اتو، ملکه ادیتا (نوهٔ آلفرد کبیر پادشاه وسکس) پس از مرگش در سال ۹۴۶ میلادی در این کلیسا مدفون شد. صومعهٔ اولیه در سال ۹۵۵ میلادی گسترش داده شد و به کلیسای جامع مبدل گشت. در سال ۹۶۸ میلادی، اتوی یکم ماگدبورگ را در شرق امپراتوری به عنوان اسقف‌نشین همراه با آدالبرت فون تریر به عنوان اسقف اعظم انتخاب کرد، چرا که اون می‌خواست امپراتوری‌اش را از مرزهای شرقی به منطقه‌ای که هم‌اکنون لهستان را شامل می‌شود گسترش دهد. البته وی در این نقشه ناکام ماند، چرا که در سال ۹۷۳ میلادی درگذشت و در کلیسا در کنار همسرش به خاک سپرده شد.
کلیسای سنت موریس در آتش‌سوزی جمعه نیک سال ۱۲۰۷ تخریب شد و تمام آن غیر از بخش غربی ایوان در آتش سوخت. اسقف اعظم آلبرشت فون کفنبورگ دوم تصمیم گرفت که ساختمان را به‌طور کامل تخریب و کلیسای جدیدی را از نو بنا کند.
در حال حاضر از بنای سابق، تنها دیوارهٔ جنوبی ایوان باقی‌مانده‌است. مکان دقیق کلیسای قدیمی سال‌ها ناشناخته بود تا اینکه در سال ۲۰۰۳ حفاری‌های صورت گرفته در کلیسا، بنایی با طول ۸۰ متر و عرض ۴۱ متر را آشکار کردند.

### ساخت بنای کنونی

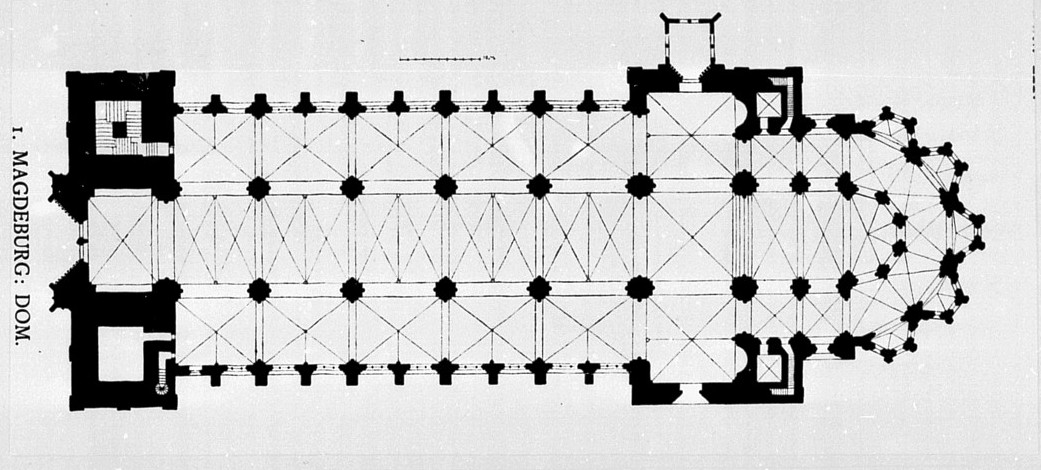
نقشهٔ کلیسای جامع ماگدبورگ

اسقف اعظم آلبرشت فون کفنبورگ دوم به ایتالیا و فرانسه سفر کرده بود و شیفتهٔ معماری آنجا شده بود، تصمیم گرفت که کلیسای جدید را بر اساس معماری گوتیک بنا کند. معماری فرانسوی تا آن زمان در آلمان ناشناخته بود و معماران و صنعتگران بتدریج با آن آشنا شدند.

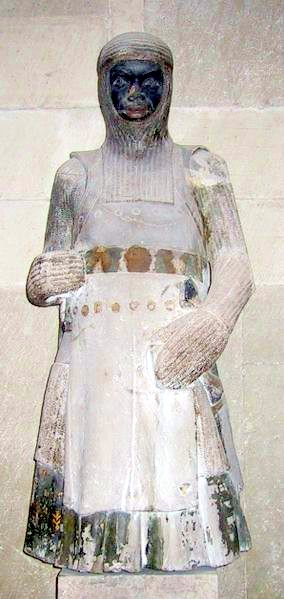
مجسمهٔ موریس مقدس در ماگدبورگ (۱۲۵۰ میلادی)

ساخت و ساز در سال ۱۲۰۹ میلادی، تنها دو سال پس از آتش‌سوزی که منجر به نابودی کامل کلیسا شده بود آغاز گشت. تأثیر معماری گوتیک در ساخت کلیسا، در فاصله سال‌های ۱۲۳۵ تا ۱۲۶۰ میلادی در زمان اسقف اعظم ویلبراند افزایش یافت. در مدت ۳۰۰ سال، تغییرات زیادی در طرح اصلی کلیسا داده شد، چرا که در این مدت افراد مختلفی بر ساخت کلیسا نظارت داشتند. البته مردم ماگدبورگ هم از این موضوع راضی نبودند چون هزینه ساخت و ساز توسط آنان تأمین می‌شد.
ساخت کلیسا در سال ۱۲۷۴ میلادی متوقف شد. در سال ۱۳۲۵ اسقف اعظم وقت به دلیل مالیاتهای سنگین توسط مردم کشته شد. از آن زمان ماگدبورگ تحت تحریم قرار گرفت تا اینکه با اهدای پنج محراب، ساخت بنا توسط اسقف اعظم اتو فون هسن ادامه پیدا کرد. وی موفق شد بنای داخلی را به پایان برساند و کلیسا در سال ۱۳۶۳ میلادی با جشنی ۷ روزه افتتاح شد. در این زمان کلیسای جامع به کاترین مقدس نیز اختصاص داده شد و کلیسای جامع سنت کاترین و سنت موریس نام گرفت.
پس از آن ادامه ساخت کلیسا متوقف شد، ولی در سال ۱۴۷۷ میلادی، در زمان اسقف اعظم ارنست فون زاکسن، تداوم پیدا کرد و دو برج کلیسا در این دوره ساخته شدند. برج‌ها توسط استاد معمار باستیان بیندر ساخته شدند، وی تنها معماری ست که نامش در طول ساخت این کلیسا نامش باقی‌مانده‌است. ساخت کلیسای جامع در سال ۱۵۲۰ میلادی با نصب صلیب تزیینی بر برج شمالی به پایان رسید.

### از مارتین لوتر تا ناپلئون

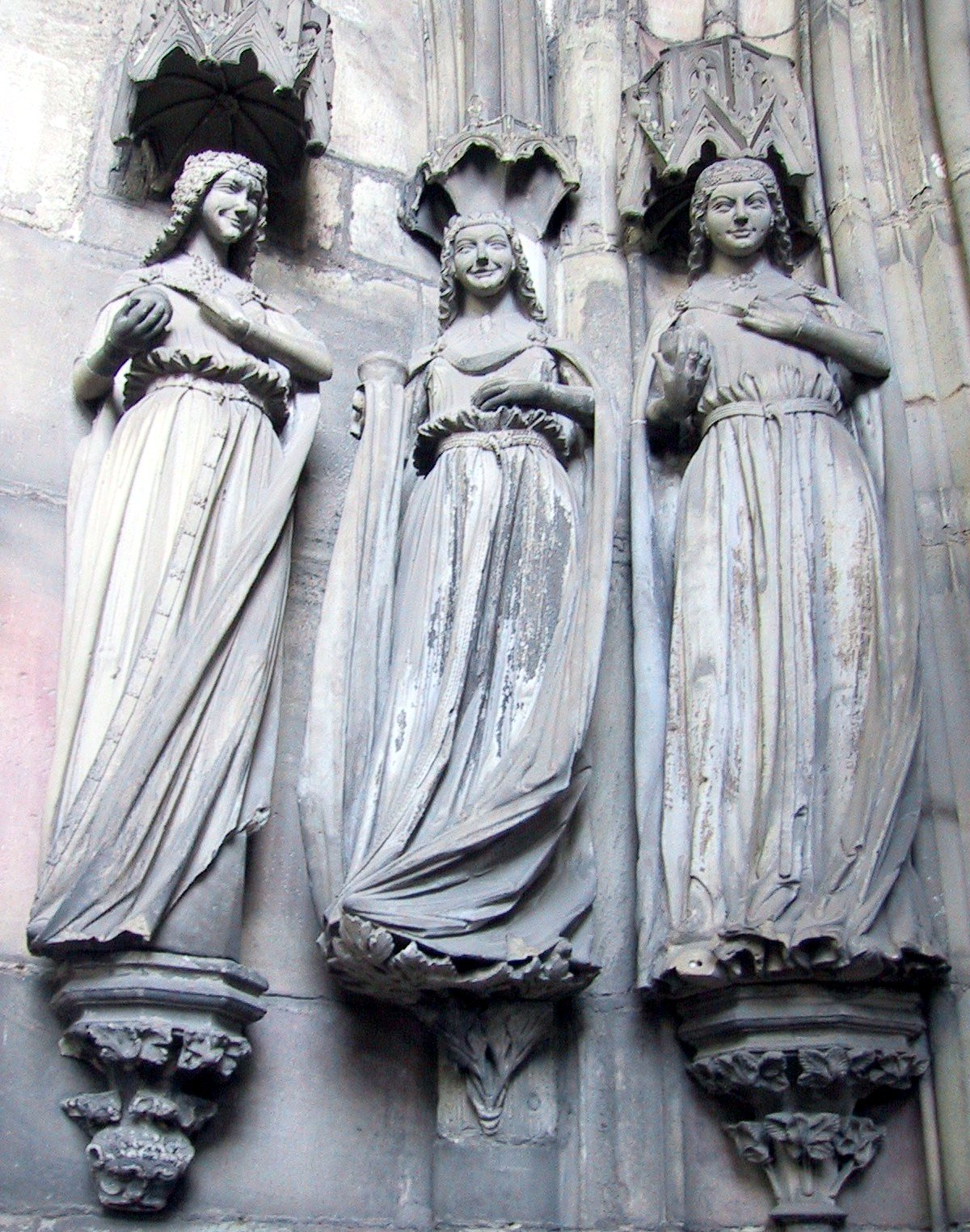
مجسمهٔ دختران باکره، داخل کلیسای جامع

در روز ۳۱ اکتبر ۱۵۱۷ میلادی مارتین لوتر، اعلامیهٔ ۹۵ ماده‌ای خود را در شهر ویتنبرگ آلمان منتشر کرد، روزی که به عنوان شروع اصلاحات پروتستانی از آن یاد می‌شود. لوتر در سال ۱۵۲۴ در ماگدبورگ سخنرانی کرد و پس از آن برخی از کلیساهای کوچک در ماگدبورگ به پروتستانیزم گرویدند. عدم محبوبیت اسقف اعظم آلبرشت فون براندنبورگ هم در پیشبرد اصلاحات مؤثر بود و بعد از مرگ وی در سال ۱۵۴۵ در ماینز، جانشینی برایش وجود نداشت. در آن زمان ماگدبورگ شهری پیشرو در اصلاحات پروتستانی بود که توسط امپراتور غیرقانونی اعلام شده بود. سرانجام کشیشهای کلیسای جامع به پروتستانیزم گرویدند و در اولین یکشنبهٔ ظهور در سال ۱۵۶۷، اولین مراسم عبادت پروتستان‌ها برگزار شد.
در سال ۱۶۳۱ میلادی، در طی جنگ‌های سی ساله، ماگدبورگ مورد هجوم واقع شد و تنها گروه کوچکی از مردم با پناهنده شدن در کلیسای جامع، از قتل، تجاوز و غارت نجات یافتند. کشیش راینهارد بیکس، برای نجات مردم در مقابل ریچارد فاتح زانو زد و کلیسا دوباره به مذهب کاتولیک اختصاص داده شد. با این حال وقتی نیروهای کاتولیک ماگدبورگ را ترک کردند، کلیسا به‌طور کامل غارت شده بود. در طول جنگ، بیست هزار نفر از شهروندان ماگدبورگ کشته شدند و پس از پایان جنگ، فقط چهارصد نفر در این شهر زندگی می‌کردند. در این زمان ماگدبورگ جزیی از براندنبورگ شد و دژ عظیمی دور آن کشیده شد.
در سال ۱۸۰۶ میلادی ناپلئون ماگدبورگ را اشغال کرد و کلیسای جامع به عنوان انبار کاه و جو و برای نگهداری اسب‌ها مورد استفاده قرار گرفت. در سال ۱۸۱۴ اشغال به پایان رسید و در بین سال‌های ۱۸۲۶ و ۱۸۳۴ میلادی، فریدریش ویلهلم سوّم امپراتور پروس، هزینه‌های بازسازی و تعمیر کلیسای جامع را متقبل شد. شیشه‌های رنگی پنجره‌ها که در طول جنگ آسیب دیده بودند، در سال ۱۹۰۰ تعویض شدند.

### قرن بیستم

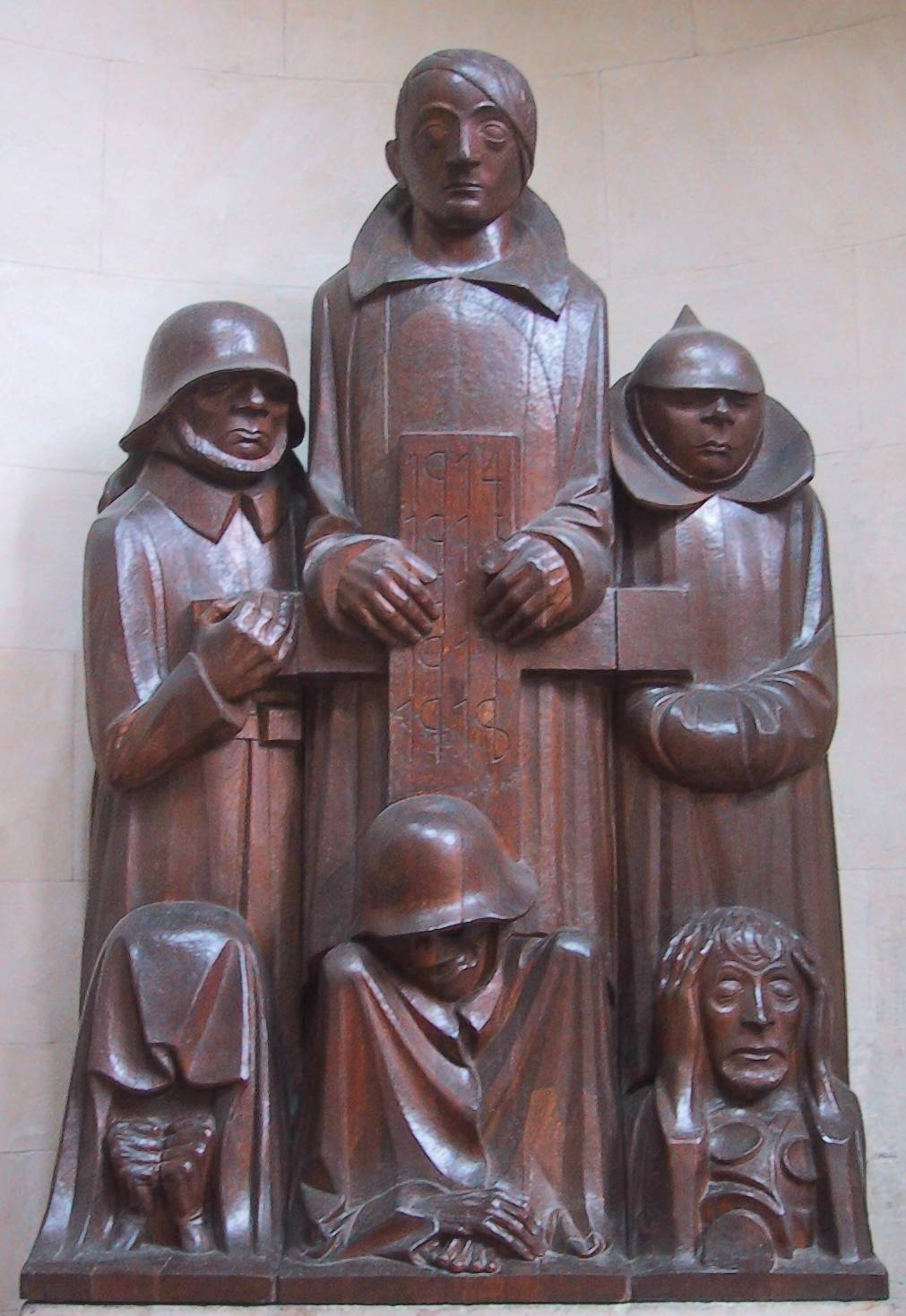
مقبره سربازان گمنام، اثر بارالاخ، محوطهٔ داخلی کلیسا

بمباران‌های مکرر متفقین در جنگ جهانی دوم، پنجره‌های کلیسا را به‌طور کامل تخریب کرد. در طی سنگین‌ترین بمباران در ۱۶ ژانویه ۱۹۴۵، یک بمب به بخش غربی کلیسا برخورد کرد و باعث تخریب دیوار، ارگ و قسمت‌های دیگری از بنا شد. خوشبختانه آتش‌نشانان توانستند شعله‌های آتش در سقف بنا را به سرعت مهار کنند و در کل خسارتی در حد متوسط به بنا وارد شد. کلیسا در سال ۱۹۵۵ دوباره بازگشایی شد و در سال ۱۹۶۹ ارگ کوچکتری، در مکانی متفاوت جایگزین ارگ قدیمی شد.
با تشکیل جمهوری دمکراتیک آلمان در سال ۱۹۴۹، ماگدبورگ تحت کنترل شوروی درآمد. رهبران شوروی، به دین به عنوان تهدیدی بالقوه به دکترین کمونیستی نگاه می‌کردند و سعی در سرکوب آن داشتند. با این حال از ۱۹۸۳ مراسم عبادت و نماز هفتگی در مقابل مزار سرباز گمنام، مجسمه‌ای از ارنست بارالاخ در کلیسای جامع برگزار شد. این مراسم، منجر به تظاهرات مشهور به تظاهرات دوشنبه در ماگدبورگ شد (شبیه به آنچه در لایپزیش اتفاق افتاد) که نقش مهمی در اتحاد آلمان داشت.
کلیسای جامع ماگدبورگ در حال حاضر تحت یک مرحله بازسازی قرار دارد که از سال ۱۹۸۳ در زمان تسلط آلمان شرقی آغاز شده بود. در سال ۱۹۹۰ تعدادی سلول خورشیدی بر سقف کلیسا نصب شدند. این سلول‌ها انرژی برق لازم را (با خروجی ۴۱۸ وات) برای استفاده در کلیسا تأمین می‌کنند. در سال ۲۰۰۴، جمع‌آوری بودجه ۲٫۲ میلیون یورویی که از سال ۱۹۹۷ برای خرید ارگ جدید کلیسا آغاز شده بود تکمیل شد. ارگ جدید توسط شرکت Schuke Orgelbau در پتسدام ساخته و در می ۲۰۰۸ تکمیل شد و در یکشنبه تثلیت، ۱۸ می ۲۰۰۸ به کلیسا تحویل داده شد. این ارگ ۳۶ تن وزن دارد و حدود ۵۵۰۰ لوله در آن بکار رفته‌است.

## معماری
بنای کلیسای جامع ماگدبورگ از سال ۱۲۰۹ میلادی بمدت بیش از ۳۰۰ سال به طول انجامید و تکمیل برج‌های کلیسا در سال ۱۵۲۰ میلادی به پایان رسید. از آنجایی که این بنا اولین نمونه معماری گوتیک در آلمان بود، معماران و صنعتگران آلمانی در شروع سخت و ساز با این نوع از معماری آشنا نبودند. آنان در طول عملیات ساخت با معماری گوتیک آشنا شدند و این پیشرفت را می‌توان در تغییرات نوع معماری در دورهٔ ساخت بنا دید که با ساخت محراب در بخش شرقی کلیسا در نزدیکی رودخانه البه شروع می‌شود و با ساخت برج‌های کلیسا به پایان می‌رسد. این کلیسا تأثیر زیادی از معماری رومی برده‌است و مانند اکثر کلیساهای گوتیک، کلیسای جامع ماگدبورگ پشت بند معلق محافظ دیوار ندارد.

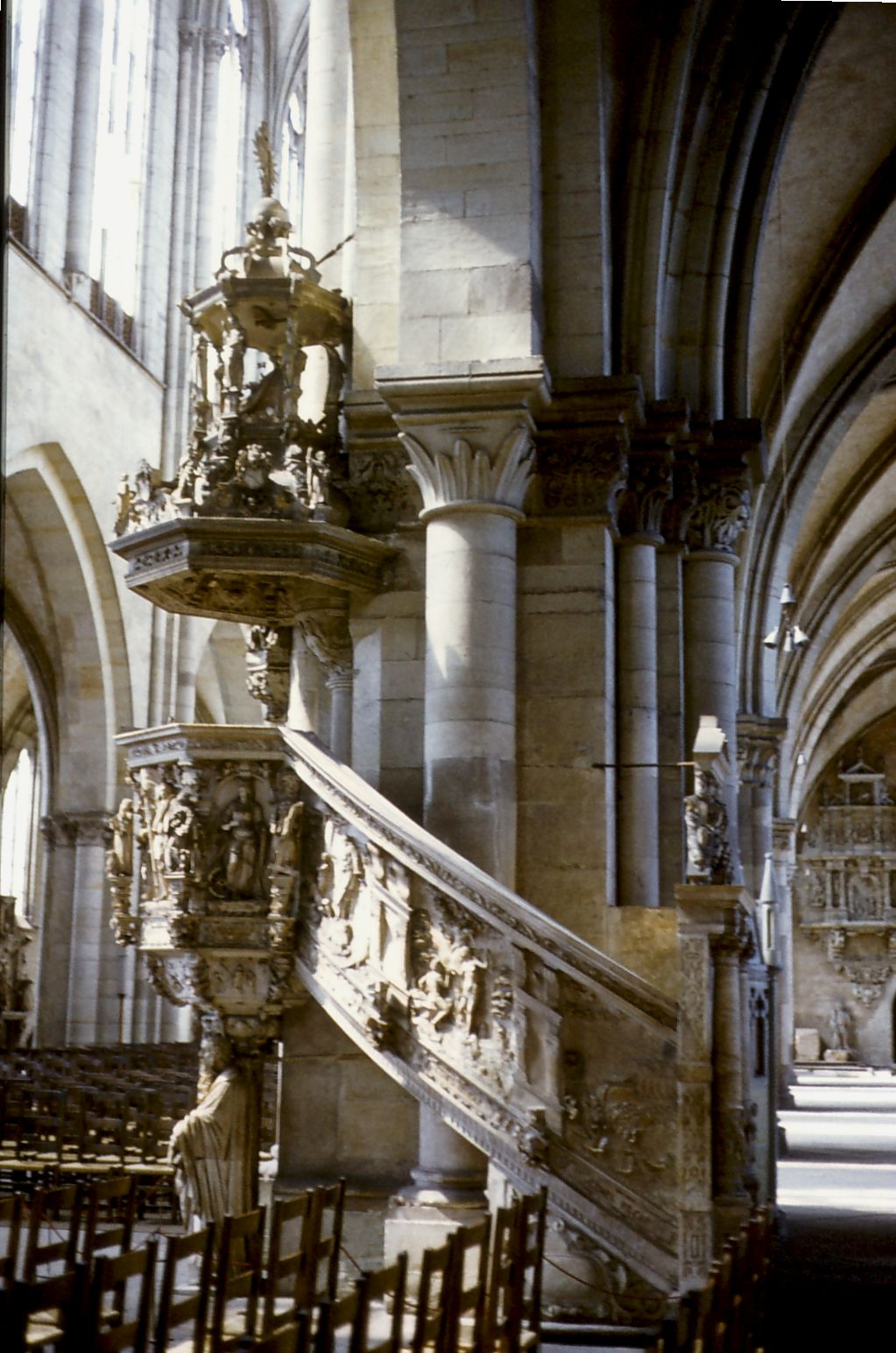
بخشی از داخل کلیسا

طول داخلی کلیسا ۱۲۰ متر و ارتفاع آن تا سقف ۳۲ متر است. برج‌ها ۹۹٫۲۵ و ۱۰۰٫۹۸ متر ارتفاع دارند و جزو مرتفع‌ترین برج‌های کلیساهای شرق آلمان به حساب می‌آیند.
طرح کلیسای جامع ماگدبورگ شامل یک شبستان با دو راهرو است با یک جناح که شبستان و راهرو را قطع می‌کند. سقف شبستان ارتفاع بیشتری نسبت به راهروها دارد و نور بیشتری را از پنجره‌های تعبیه شده روی سقف جذب می‌کند. محل استقرار کشیش در بخش شرقی کلیسا با یک دیوار سنگی از شبستان جدا شده‌است و ساختمان دیگری در سمت جنوب ایوان به کلیسا متصل است.
کلیسا از هر سمت دارای ورودی می‌باشد و ورودی جنوبی کلیسا به ایوان منتهی می‌شود. دیوارهٔ جنوبی ایوان که از آتش‌سوزی سال ۱۲۰۷ میلادی در امان ماند، موازی با کلیسای اولیه پابرجاست؛ بنابراین کلیسای بازسازی شدهٔ فعلی، زاویه متفاوتی با ایوان نسبت به کلیسای اولیه دارد.

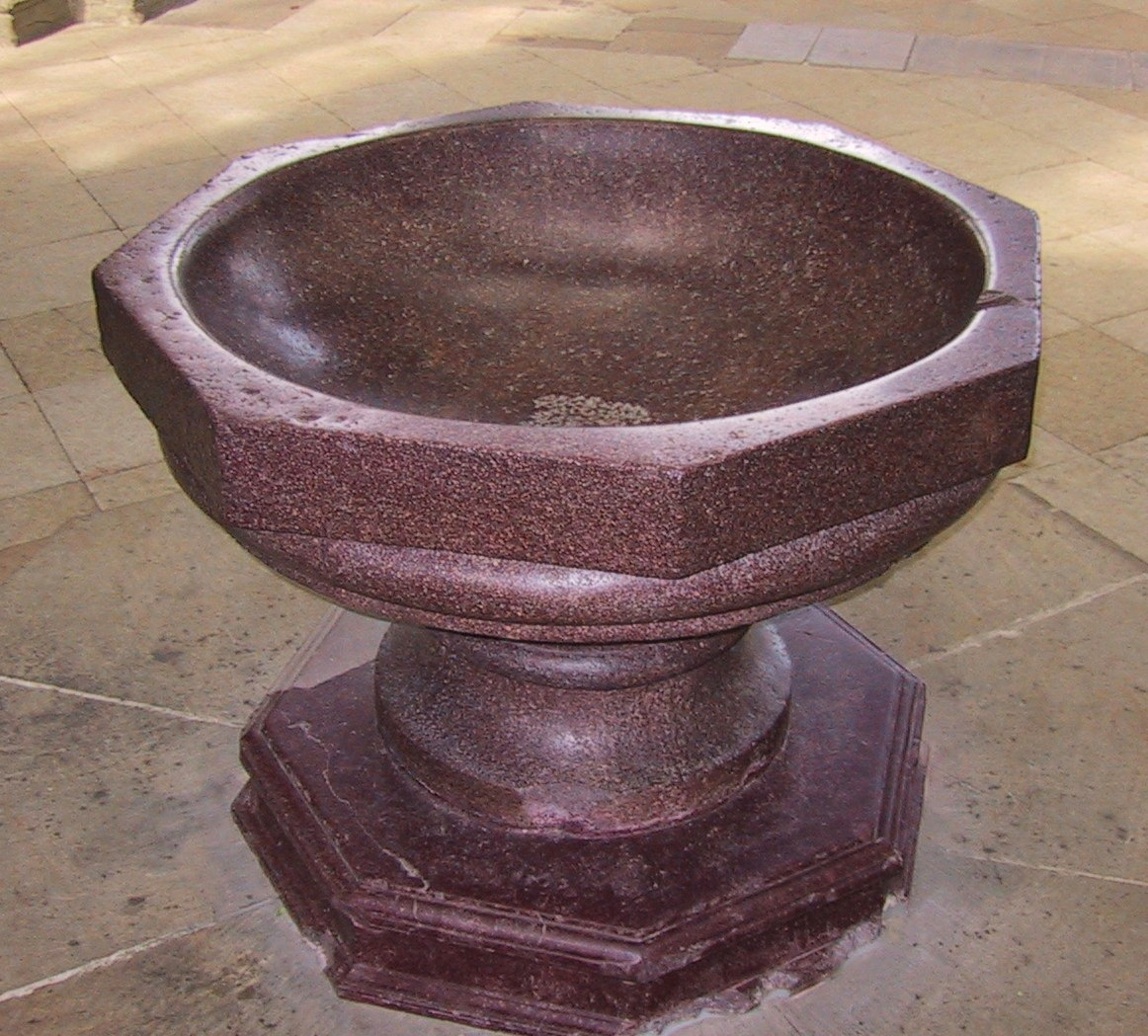
حوضچه غسل تعمید ساخته شده از سنگ سماق قرمز

زمین اطراف رود البه به دلیل نرم بودن به استثنای صخرهٔ بزرگی که در آنجا قرار دارد، برای ساخت بناهای بلند مرتبه مناسب نیست. از این رو کلیسا روی این صخره ساخته شد که به آلمانی Domfelsen (به معنای صخرهٔ کلیسا) نامیده می‌شود. در هنگامی که سطح آب رودخانه البه پایین می‌آید، صخره در ساحل رودخانه قابل دیدن است.
در هر صورت، این صخره به اندازهٔ کافی برای ساخت کلیسای جامع بزرگ نبود و به هم دلیل بخش غربی کلیسا که برج‌ها را دربردارد روی صخره و بخش شرقی آن روی زمین نرم قرار دارد. سه ناقوس بزرگ در برج شمالی قرار دارند که فونداسیون صخره‌ای دارد. برج شمالی هم کمی کوتاهتر از برج جنوبی است که این اختلاف ارتفاع با اضافه کردن صلیب تزیینی به برج شمالی تصحیح شد.

## آثار هنری

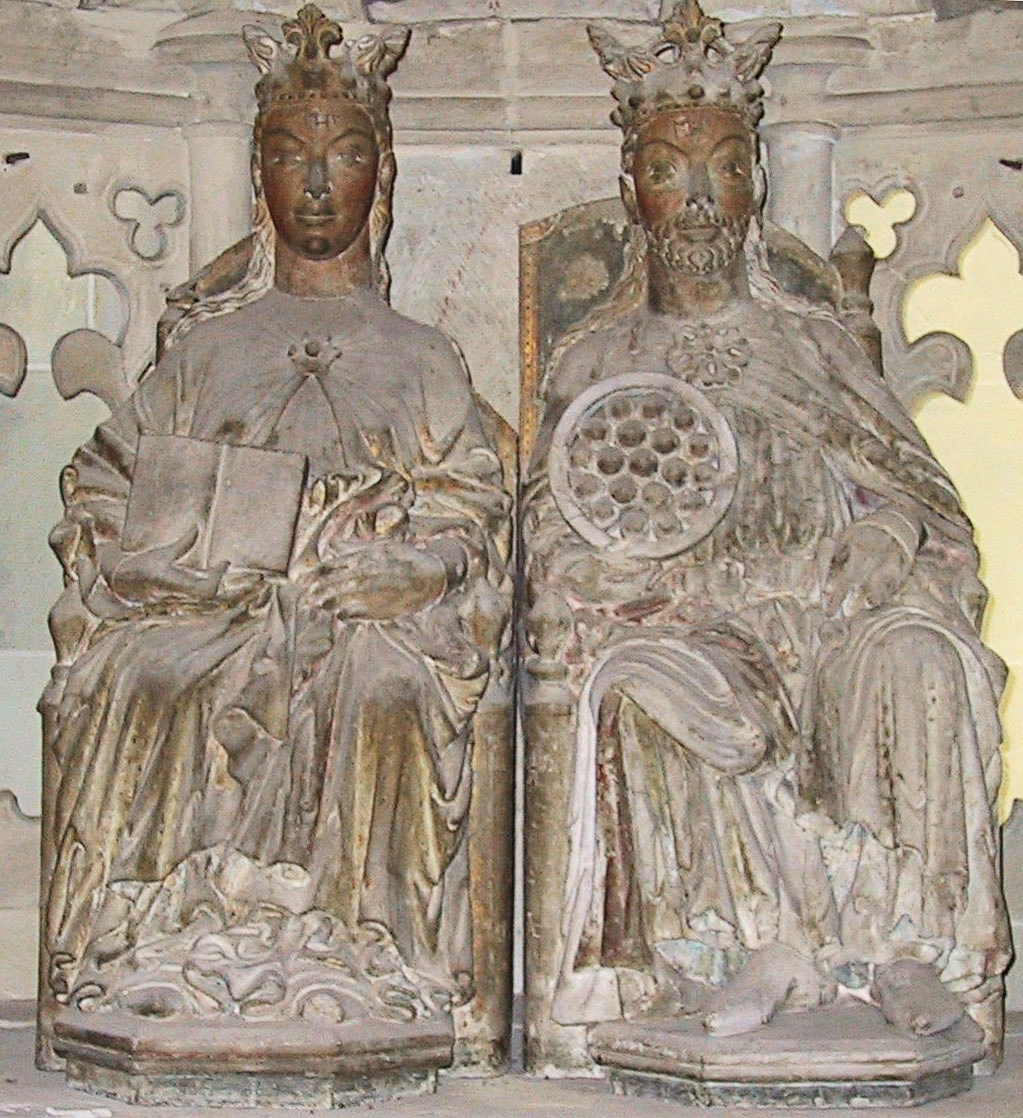
زوج سلطنتی

با وجود بارها غارت و تخریب در طول تاریخ، کلیسای جامع ماگدبورگ از لحاظ هنری و تاریخی، آثار زیادی را در خود جای داده‌است.
- ستون قدیمی ساخته شده از گرانیت، سنگ مرمر و سنگ سماق که در محراب کلیسا بکار رفته‌است. این سنگ‌ها در سال ۹۳۷ میلادی برای بنای اولیه کلیسا از راونا در ایتالیا به ماگدبورگ انتقال داده شدند.
- حوضچه غسل تعمید ساخته شده از سنگ سماق قرمز مربوط به منطقه‌ای در نزدیکی اسوان در مصر. این حوضچه همچنان برای غسل تعمید بکار می‌رود.
- مزار اتوی یکم، فرمانروای امپراتوری مقدس روم. نبش قبر وی در سال ۱۸۴۴ میلادی حاکی از پیدا شدن اسکلت و مقداری بقایای لباس بود ولی بیشتر آن‌ها احتمالاْ در دوره جنگ سی ساله غارت شدند. کتیبه برنز روی قبر مشابه سنگ‌های تاریخی به زبان لاتین نوشته شده‌است.
- مجسمهٔ سنت موریس، ساخت حدود ساله ۱۲۵۰ میلادی. اولین تصویر واقعگرایانه از آفریقاییها در هنر اروپاست که به وضوح ویژگی‌های نژادی مانند بینی پهن را نشان می‌دهد. مجسمه سنت کاترین نیز توسط همان هنرمند در حدود سال ۱۲۵۰ ساخته شد.
- زوج سلطنتی که در همان سال‌های حدود ۱۲۵۰ ساخته شد و به احتمال زیاد اتوی اول و همسرش را نشان می‌دهد.
- مجسمه پنج باکرهٔ دانا و پنج باکرهٔ نادان (اشاره به داستان ده باکره، از داستان‌های انجیل)، ساخت حدود سال ۱۲۵۰. این مجسمه‌ها نمونهٔ بارز از هنر واقعگرایانه در کلیسای جامع ماگدبورگ هستند. هنرمند ناشناس در این مجسمه‌ها استادانه به بیان حالات و احساسات در چهرهٔ دختران باکره پرداخته‌است. مجسمه‌ها در داخل ورودی شمالی به صحن کلیسا هستند.
- صندلی‌های گروه کر که در حدود سال ۱۳۶۳ میلادی استادانه کنده کاری شدند و زندگی عیسی مسیح را نشان می‌دهند. این هنرمند ناشناس، همچنین صندلی‌های گروه کر را در کلیسای جامع برمن خلق کرده‌است.
- مجسمهٔ یادبود سربازان گمنام اثر ارنست بارالاخ. بارالاخ به دلیل شرکت داوطلبانه در جنگ، خود فعال ضد جنگ بود و درد و رنج جنگزده‌ها را در این اثر به نمایش گذاشت که جنجال‌آفرین شد. این مجسمه، نقطهٔ شروع تظاهرات دوشنبه در آلمان بود.
- Lebensbaumkruzifix (معنی: درختِ صلیب زندگی)، یک مجسمهٔ برنزی رنگ‌آمیزی شده‌است که در سال‌های ۱۹۸۶ تا ۱۹۸۸ ساخته شد. این مجسمه نشان می‌دهد که عیسی مسیح بجای صلیب به یک درخت آویخته شده‌است. در این مجسمه مسیح فقط از دست‌ها و پاهایش به درخت متصل است. درخت بی بار است و فقط یک برگ دارد که از آنجا خون عیسی مسیح بر درخت می‌ریزد. هنرمند این اثر، پروفسور یورکن وبر می‌خواست که مجسمه در نزدیکی محراب کلیسا قرار داده شود، اما برخلاف نظر وی، مجسمه در جنوب صحن کلیسا قرار داده شد.